# Disperis nitida
Disperis nitida är en orkidéart som beskrevs av Victor Samuel Summerhayes. Disperis nitida ingår i släktet Disperis och familjen orkidéer. IUCN kategoriserar arten globalt som starkt hotad.
Artens utbredningsområde är Kamerun. Inga underarter finns listade i Catalogue of Life.